# سانتياغو راميريز (لاعب كرة قدم مواليد 1998)
سانتياغو راميريز (بالإسبانية: Santiago Ramírez Debali)‏ هو لاعب كرة قدم أوروغواياني في مركز الدفاع، ولد في 12 مارس 1998 في الأوروغواي. لعب مع نادي دانوبيو.

## وصلات خارجية
- سانتياغو راميريز (لاعب كرة قدم مواليد 1998) على موقع قاعدة بيانات كرة القدم.إي يو (الإنجليزية)
- سانتياغو راميريز (لاعب كرة قدم مواليد 1998) على موقع Soccerway.com (الإنجليزية)